# Władisław Kurasow
Władisław Kurasow (biał. Владислав Курасов; ur. 13 marca 1995 w Brześciu) – białorusko-rosyjski piosenkarz i autor piosenek, finalista drugiej edycji ukraińskiej wersji programu X Factor (2011).

## Życiorys

### Wczesne lata
Urodził się 13 marca 1995 w Brześciu, jest najmłodszym z czworga dzieci. Ma dwie starsze siostry i brata. W 2006 przeprowadził się z rodziną do Krasnodaru.
W 2011 ukończył naukę w Teatrze Unii Kreatywnej „Première” oraz w Międzyszkolnym Centrum Estetycznym (ang. Interschool Aesthetic Center).

### Kariera

#### Do 2015:X-FactoriStar Ring
W 2007 wziął udział w programie rozrywkowym Pierwszego kanału Minuta sławy. Zaprezentował w nim interpretację przeboju „Blue Suede Shoes” Elvisa Presleya i otrzymał za nią najwyższe noty od jurorów. 
Latem 2011 wziął udział w przesłuchaniach do drugiej ukraińskiej edycji programu Х-Factor. Podczas przesłuchań zaśpiewał piosenkę „My Heart Will Go On” z repertuaru Céline Dion i zakwalifikował się do kolejnego etapu, dostając się do grupy „Chłopców”, której mentorem był Ihor Kondratiuk. Dotarł do finału, w którym zajął trzecie miejsce w głosowaniu telewidzów. W finale zaśpiewał utwór „Walking Away” w duecie z Craigiem Davidem. W trakcie udziału w konkursie zaprezentował swoje interpretacje przebojów, takich jak np. „Without You”, „Hallelujah”, „I Will Always Love You” czy „You Lost Me”.

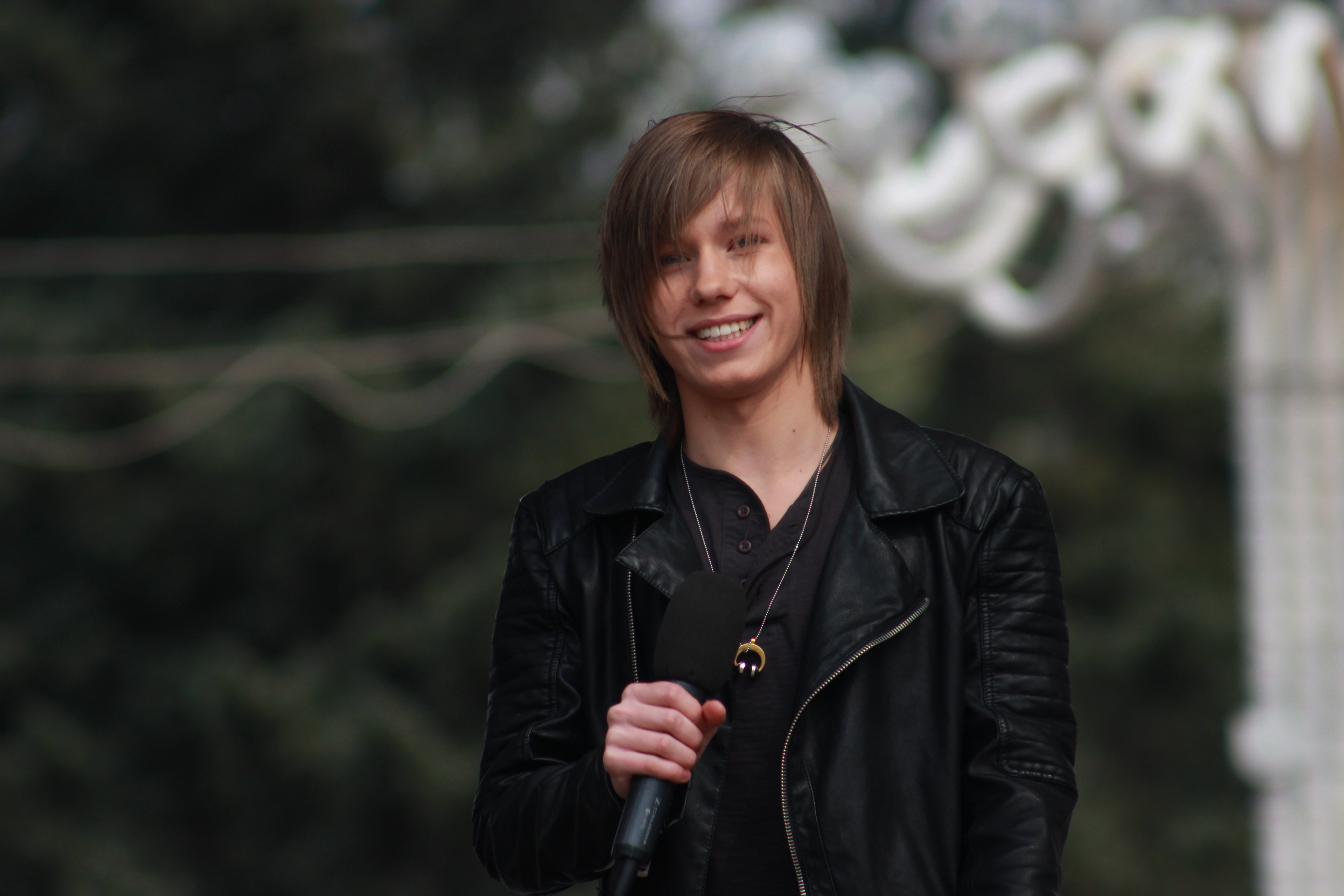
Władisław Kurasow podczas koncertu, kwiecień 2013

W 2012 wziął udział w programie Star Ring, który był konkursem wokalnym dla finalistów dwóch edycji programu X-Factor i wokalistów uczestniczących w talent-show Ukrajina maje talant. W konkursie zaśpiewał utwór „Hallelujah” Leonarda Cohena, za który zdobył największą liczbę głosów telewidzów, dzięki czemu zajął pierwsze miejsce. W nagrodę otrzymał 500 tys. hrywien oraz możliwość nagrania piosenki i nakręcenia teledysku. 22 czerwca wydał swój debiutancki singiel „Proszczaj, moj gorod”. Na początku grudnia zaśpiewał piosenkę na gali wręczenia Złotych Gramofonów w Petersburgu. Z kolejnym singlem, „Nul ljubwi w kwadratie”, zakwalifikował się do półfinałów Międzynarodowego Konkursu Pisania Piosenek (ang. The International Songwriting Competition) w Nashville. W grudniu wystąpił gościnnie w półfinale trzeciej edycji ukraińskiej wersji programu X-Factor, w którym zaśpiewał nowy singiel – „Szopot dożdej”. 
W 2013 wydał singiel „Zabudesz”, do którego zrealizował teledysk w reżyserii Maksima Litwinowa. W tym samym roku został półfinalistą konkursu Unsigned Only Music Competition Fandemonium 2013 w Nashville. We wrześniu wydał singiel „Daj mnie ispit”, z którym wygrał Międzynarodowy Konkurs Pisania Piosenek w kategorii „Głos ludzi”. W czerwcu 2014 zakwalifikował się z piosenką do konkursu Al Walser Top 20 Countdown Show. W 2014 drugi rok z rzędu wygrał konkurs Unsigned Only Music Competition Fandemonium, tym razem za wykonanie piosenki „Hallelujah” Leonarda Cohena. We wrześniu zaprezentował teledysk do singla „Ja bolien toboj”. Pod koniec lutego 2015 wydał singiel „My Love”.

#### Od 2016:OtrażenieiGołos Kazachstana

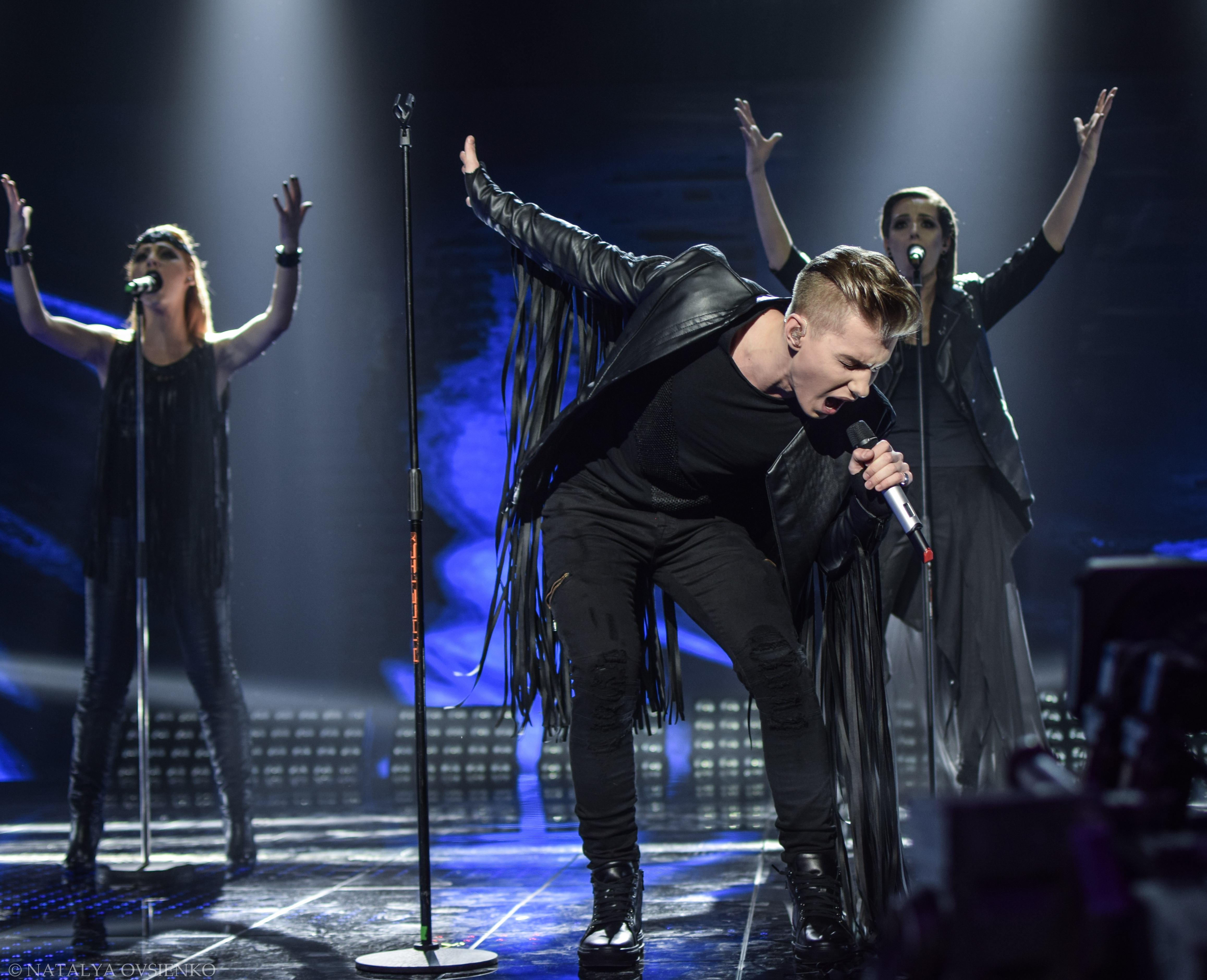
Władisław Kurasow podczas występu w białoruskich eliminacji eurowizyjnych, styczeń 2017

Pod koniec stycznia 2016 zaprezentował teledysk do singla „Na glubine duszi”. W lutym wystartował z piosenką „I’m Insane” w ukraińskich eliminacjach do 61. Konkursu Piosenki Eurowizji. 6 lutego wystąpił w pierwszym półfinale selekcji i zajął szóste miejsce, przez co nie awansował do finału. 25 listopada wydał debiutancki album studyjny, zatytułowany Otrażenie. Promował go poprzez single: „Niе smiejsja sudbe w liczo”, „Moja ljubow” i „Po lużam”.
Jesienią wziął udział w przesłuchaniach do czwartej kazachskiej edycji programu Gołos Kazachstana. Podczas tzw. „przesłuchań w ciemno” zaśpiewał utwór „Paparazzi” i dostał się do drużyny Ewy Becher. Podczas „bitwy” pokonał Margaritę Oprię po wykonaniu piosenki „Just a Fool”. Ostatecznie dotarł do etapu odcinków na żywo. Odpadł w odcinku półfinałowym. W trakcie udziału w konkursie zaprezentował własne interpretacje hitów, takich jak np. „Wopreki” Walerija Mieładze czy „My Prerogative” Britney Spears. Pod koniec roku z piosenką „Follow the Play”, będącą ostatnim singlem z płyty Otrażenie, zakwalifikował się do białoruskich eliminacji do 62. Konkursu Piosenki Eurowizji. 20 stycznia 2017 wystąpił w finale selekcji i zajął jedenaste miejsce na trzynaście możliwych. W grudniu zaprezentował singiel „Proszczenie”.

## Dyskografia

### Albumy studyjne
- Otrażenie (2016)

### Single
- 2012 – „Proszczaj, moj gorod”
- 2012 – „Nul ljubwi w kwadratie”
- 2012 – „Szopot dożdej”
- 2013 – „Zabudesz”
- 2013 – „Daj mnie ispit”
- 2014 – „Ja bolen toboj”
- 2014 – „18”
- 2015 – „My Love”
- 2015 – „Po lużam”
- 2015 – „Na glubine duszi”
- 2016 – „I’m Insane”
- 2016 – „Follow the Play”